# 同居人是貓
《同居人是貓》，是一部由みなつき擔任原作、負責作畫的漫畫作品，2014年10月16日，本作於Flex Comix的網路漫畫網站「COMIC POLARIS」上公開，並於2015年6月4日於同一網站上開始連載。
本作以怕生的年輕作家及他收養的貓咪為主軸，並以轉換人稱視點的方式來描寫他們一同生活時所發生的事。
2017年，本作在「全國書店店員推薦漫畫2017」中獲得第3名。

## 故事簡介
推理作家朏素晴在為雙親掃墓時意外發現一隻流浪貓，因而產生了創作靈感，並為了參考而把該貓隻帶回家中飼養。如是者，一個人和一隻貓開始了同居生活，並漸漸成為「家人」。

## 登場人物
朏素晴（聲：小野賢章、杉山里穗（小学生時期））
人類視點的主角。不擅長與人交流的年青推理作家。雙親在旅行時意外去世。
在摸索新小說的題材時偶然遇到一隻流浪貓，把牠撿回家後因而產生了創作靈感。其後把流浪貓命名為「陽」，並開始與牠一同生活。
陽（聲：山崎遙）
動物視點的主角。雌性的黑白賓士貓，眼神銳利，被人棄養後與弟妹過著艱苦的流浪生活。
偶然被素晴撿到，並開始一起生活。本來因「食物」這一個單純的原因而留在素晴家中，其後開始以貓的方式來照顧素晴。
河瀬篤（聲：下野紘）
在「小熊出版社」工作，素晴的擔當編輯。已婚。相當積極地與怕生的素晴交流。非常喜歡貓，也很疼愛陽。
矢坂大翔（聲：堀江瞬、長谷川育美（小学生時期））
素晴的兒時好友。外表看似輕浮，實際上很會社交，很照顧失去雙親的素晴。
押守奈奈（聲：安濟知佳）
寵物商店的親切女店員。經常給因開始與貓共同生活而感到苦惱的素晴提供建議。和「小六」、「小八」兩隻貓一起生活。
八（聲：村濑步）
陽的弟弟，兩者身上具有相同的黑白花色，現居住在押守奈奈的家。
六（聲：津田健次郎）
以前是流浪貓，和八一樣現居住在押守奈奈的家。
押守优伍（聲：中岛良树）
奈奈的弟弟，高中二年級生。非常喜歡素晴的小説。
矢坂渚（聲：東城日沙子）
大翔的妹妹。
矢坂隼翔（聲：小市真琴）
大翔的弟弟。
矢坂鳴海（聲：松田利冴）
隼翔的孿生妹妹，春的同學。
矢坂海空（聲：春野杏）
大翔年紀小的妹妹。
秋元春（聲：南條愛乃）
鳴海的同學，中華料理店「春来軒」的獨生女。
田邊苑子（聲：神田美香）
素晴住處隔壁的老年婦女。
太郎（聲：杉田智和）
田邊飼養的大型犬。
虎姐（聲：丰口惠美）
陽還是流浪貓時遇見的雌性茶色虎斑貓。
黑（聲：小野大辅）
陽還是流浪貓時遇見的雄性黑貓。
素晴的父母（聲：小上裕通（父・和宏）、大原沙耶香（母・佐保））
故事一開始時因為交通事故而去世，以幽靈型態出現在朏家。

## 出版書籍
| 卷數 | Flex Comix     | Flex Comix             | 東立出版社     | 東立出版社             |
| 卷數 | 發售日期       | ISBN                   | 發售日期       | ISBN                   |
| ---- | -------------- | ---------------------- | -------------- | ---------------------- |
| 1    | 2015年10月15日 | ISBN 978-4-86675-963-0 | 2019年5月10日  | ISBN 978-957-26-2899-7 |
| 2    | 2016年6月15日  | ISBN 978-4-86675-972-2 | 2019年11月15日 | ISBN 978-957-26-2900-0 |
| 3    | 2017年2月15日  | ISBN 978-4-86675-981-4 | 2020年3月19日  | ISBN 978-957-26-2901-7 |
| 4    | 2018年1月25日  | ISBN 978-4-86675-993-7 | 2020年7月17日  | ISBN 978-957-26-2902-4 |
| 5    | 2018年12月15日 | ISBN 978-4-86675-040-8 | 2021年5月20日  | ISBN 978-957-26-2903-1 |
| 6    | 2019年12月12日 | ISBN 978-4-86675-087-3 |                |                        |
| 7    | 2020年12月15日 | ISBN 978-4-86675-132-0 |                |                        |
| 8    | 2021年12月15日 | ISBN 978-4-86675-182-5 |                |                        |

## 電視動畫
2018年11月，動畫製作組在其官方網站上釋出本作的主要預告及片頭曲資料，並定於2019年1月9日起在AT-X等電視台上播放。另外，動畫製作組在動畫播放前展開了一項投稿計劃以收集觀眾的愛貓的相片，並用於片尾插圖。 

### 製作人員
動畫的主要製作人員如下：
- 原作：、
- 監督：鈴木薰
- 系列構成：赤尾凸
- 角色設計、總作畫監督：北尾勝
- 次要角色設計、道具設計：西野美沙樹
- 美術監督：合六弘
- 色彩設計：辻田邦夫
- 攝影監督：國重元宏
- 編輯：宇都宮正記
- 音響監督：納谷僚介
- 音響製作：Studio Mausu
- 音樂：kotringo
- 音樂製作：avex pictures
- 動畫製作：ZERO-G
- 製作：膝上製作委員會

### 主題曲
片頭曲
作詞、作曲、編曲：，主唱：Schrödinger's Cat adding 
片尾曲
作詞、主唱：南條愛乃，作曲、編曲：奥華子

### 各話列表
| 話數   | 日文標題 | 中文標題       | 劇本     | 分鏡     | 演出       | 作畫監督                                                         |
| ------ | -------- | -------------- | -------- | -------- | ---------- | ---------------------------------------------------------------- |
| 第1話  |          | 與未知的遭遇   | 赤尾凸   | 鈴木薫   | 鈴木薫     | 北村友幸、櫻井正明                                               |
| 第2話  |          | 呼喚你         | 赤尾凸   | 佐山聖子 | 岩永大慈   | 中山正恵、桑原寿弥                                               |
| 第3話  |          | 觸碰你         | 赤尾凸   | 沖田宮奈 | 駒屋健一郎 | 河西睦月、北原章雄                                               |
| 第4話  |          | 為了你         | 福田裕子 | 安田好孝 | 喜多幡徹   | 藤田正幸、本田創一                                               |
| 第5話  |          | 想傳達給你的   | 赤尾凸   | 佐山聖子 | 東亮佑     | 徳田拓也、萩原省智、辻浩樹 櫻井拓朗、 Zearth Sato                |
| 第6話  |          | 連繫之物       | 和場朋子 | 倉谷涼一 | 倉谷涼一   | 櫻井正明、星野守、安田好孝 中原清隆、山口光紀、常盤健太郎        |
| 第7話  |          | 控制不住的你們 | 福田裕子 | 沖田宮奈 | 川奈可奈   | 飯塚葉子、佐藤桂、鳥山冬美 横田和彦、牛島勇二、山下敏成          |
| 第8話  |          | 因為有你       | 赤尾凸   | 佐山聖子 | 宇都宮正記 | 石橋友紀、恵徳田夢之介、中山正恵                                 |
| 第9話  |          | 獻給你的       | 福田裕子 | 安田好孝 | 大西健太   | 永田義敬、谷津美弥子、星野守                                     |
| 第10話 |          | 一起吃飯       | 和場朋子 | 岩永大慈 | 岩永大慈   | Kim Ginam、河西睦月、横田和彦 三浦                               |
| 第11話 |          | 輪轉的思念     | 赤尾凸   | 佐山聖子 |            | 本田創一、藤田正幸、北山芳規 油布京子、平山寛菜、近藤沙紀 柏淳志 |
| 第12話 |          | 我和你         | 赤尾凸   | 西森彰   | 鈴木薫     | 牛島勇二、山下敏成、横田和彦 谷津美彌子、西野美沙樹              |

### 藍光與DVD
| 卷數 | 發售日期      | 收錄話數       | 規格編號  | 規格編號  |
| 卷數 | 發售日期      | 收錄話數       | BD限定版  | DVD限定版 |
| ---- | ------------- | -------------- | --------- | --------- |
| 1    | 2019年3月22日 | 第1話 ~ 第4話  | GNXA-7391 | GNBA-8141 |
| 2    | 2019年4月26日 | 第5話 ~ 第8話  | GNXA-7392 | GNBA-8142 |
| 3    | 2019年5月24日 | 第9話 ~ 第12話 | GNXA-7393 | GNBA-8143 |

### 播放電視台
日本深夜動畫：下文記載的日本国内播放時間使用日本標準時間（UTC+9）表示。因為部分時間标识會採用30小时制，因此請留意这类超过24:00的时间，其實際播放時間為翌日清晨。
| 播放日期        | 播放時間                                 | 播放電視台     | 播放區域   | 備註                                     |
| --------------- | ---------------------------------------- | -------------- | ---------- | ---------------------------------------- |
| 2019年1月9日 -  | 星期三 23時30分 - 24時00分               | AT-X           | 日本全國   | 製作委員會參加 CS放送 有重播             |
| 2019年1月10日 - | 星期四 26時20分 - 26時50分（星期三深夜） | ABC電視台      | 近畿廣域圈 | 「星期三動畫＜水もん＞」第1部            |
| 2019年1月11日 - | 星期五 24時00分 - 24時30分（星期四深夜） | 東京都會電視台 | 東京都     | 製作委員會參加                           |
| 2019年1月11日 - | 星期五 24時30分 - 25時00分（星期四深夜） | BS11           | 日本全國   | 製作委員會參加 BS放送 「ANIME+」播放時段 |